# Edward Kubalski
Edward Kubalski (ur. 18 października 1872 w Trzcińcu, zm. 3 marca 1958 w Krakowie) – polski prawnik, samorządowiec, poeta, działacz Polskiego Polskiego Towarzystwa Gimnastycznego „Sokół”, członek Stronnictwa Narodowo-Demokratycznego i Ligi Narodowej. 

## Życiorys
W 1890 ukończył gimnazjum w Krakowie, po czym podjął studia prawnicze na Uniwersytecie Jagiellońskim, zakończone w 1894. W 1896 rozpoczął pracę w krakowskim magistracie, początkowo na stanowisku dietariusza. 31 października 1918, jako wysokiej rangi urzędnik magistracki, aktywnie uczestniczył w procesie opanowywania Krakowa przez oddziały polskie. Został w związku z tym odznaczony Krzyżem Oswobodzenia Krakowa, którym uhonorowano wówczas również Ignacego Daszyńskiego, Bolesława Roję czy Antoniego Stawarza. W latach 1926–1927 był członkiem zarządu Towarzystwa Przyjaciół Sztuk Pięknych w Krakowie. W 1928 objął w magistracie funkcję naczelnika wydziału III, a następnie wydziału V. W 1935 przeszedł na emeryturę. 
Jego wspomnienia z czasów okupacji II wojny światowej zostały wydane w 2010 i, ponownie, w 2018.

## Działalność w„Sokole”
Edward Kubalski wstąpił do gniazda krakowskiego i aktywnie zaangażował się w prace na rzecz Towarzystwa po ukończeniu studiów. W 1906 został dyrektorem gniazda, a od 1913 był redaktorem „Przeglądu Sokolego”. Był także jednym z inicjatorów rozpoczęcia przez ruch sokoli aktywności paramilitarnej. Włączył się w tworzenie nowych struktur i formowanie z nich jednostek legionowych w sierpniu 1914, ale w chwili zaprzysiężenia Legionów 4 września 1914 na błoniach krakowskich wraz z kilkoma współpracownikami odmówił złożenia przysięgi na wierność cesarzowi, dystansując się tym samym od polityki realizowanej przez Naczelny Komitet Narodowy. Po zakończeniu II wojny światowej podjął próbę restytucji „Sokoła”, organizując pierwszy powojenny zjazd Towarzystwa we wrześniu 1945. Mozolne odbudowywanie struktur lokalnych zostało przerwane w 1947, kiedy władze komunistyczne ostatecznie zakończyły działalność Towarzystwa.